# NASA Paresev
Le Paresev (de l'anglais Paraglider Research Vehicle) est une série de planeurs expérimentaux développés dans les années 1960 par la National Aeronautics and Space Administration (NASA) sur la base des études sur le cerf-volant-parachute de l'ingénieur de la NASA Francis Rogallo, dans le cadre du programme Gemini. Le prototype 1-C comportait en 1963 des ailes avec des nervures gonflables.
Ce projet est l'ancêtre de l'aile delta. 

## Projet
L'objectif du projet était de remplacer, lors des retours des capsules spatiales Gemini, les amerrissages en mer, coûteux, comme sur le projet Mercury, par des atterrissages sur une piste.
Le concept de l'aile delta est breveté par M. Rogallo, en 1951. 
Entre autres, Neil Armstrong et « Gus » Grissom pilotent le Paresev lors de plusieurs centaines de vols à la base aérienne d'Edwards, en Californie. Le Paresev est alors remorqué par un véhicule terrestre ou un petit avion. Il est largué à une altitude comprise entre 1 500 métres et 3 600 mètres.
Il est testé avec quatre ailes différentes :
- Paresev 1 - premier vol le 25 janvier 1962, écrasé le 14 mars 1962. Châssis équipé d'une aile en membrane de lin et d'un manche de commande situé au-dessus, devant le siège du pilote.
- Paresev 1A - premier vol le 18 mai 1962, dernier vol le 28 juin 1962. Utilisait un châssis reconstruit du Paresev 1, mais avec un manche de commande et une aile en membrane de Dacron.
- Paresev 1B - premier vol le 27 juillet 1962. Dernier vol le 20 février 1963.
- Paresev 1C - premier vol le 4 mars 1963. Dernier vol le 14 avril 1964. Son châssis était modifié avec une version à demi-échelle d'une aile gonflable.

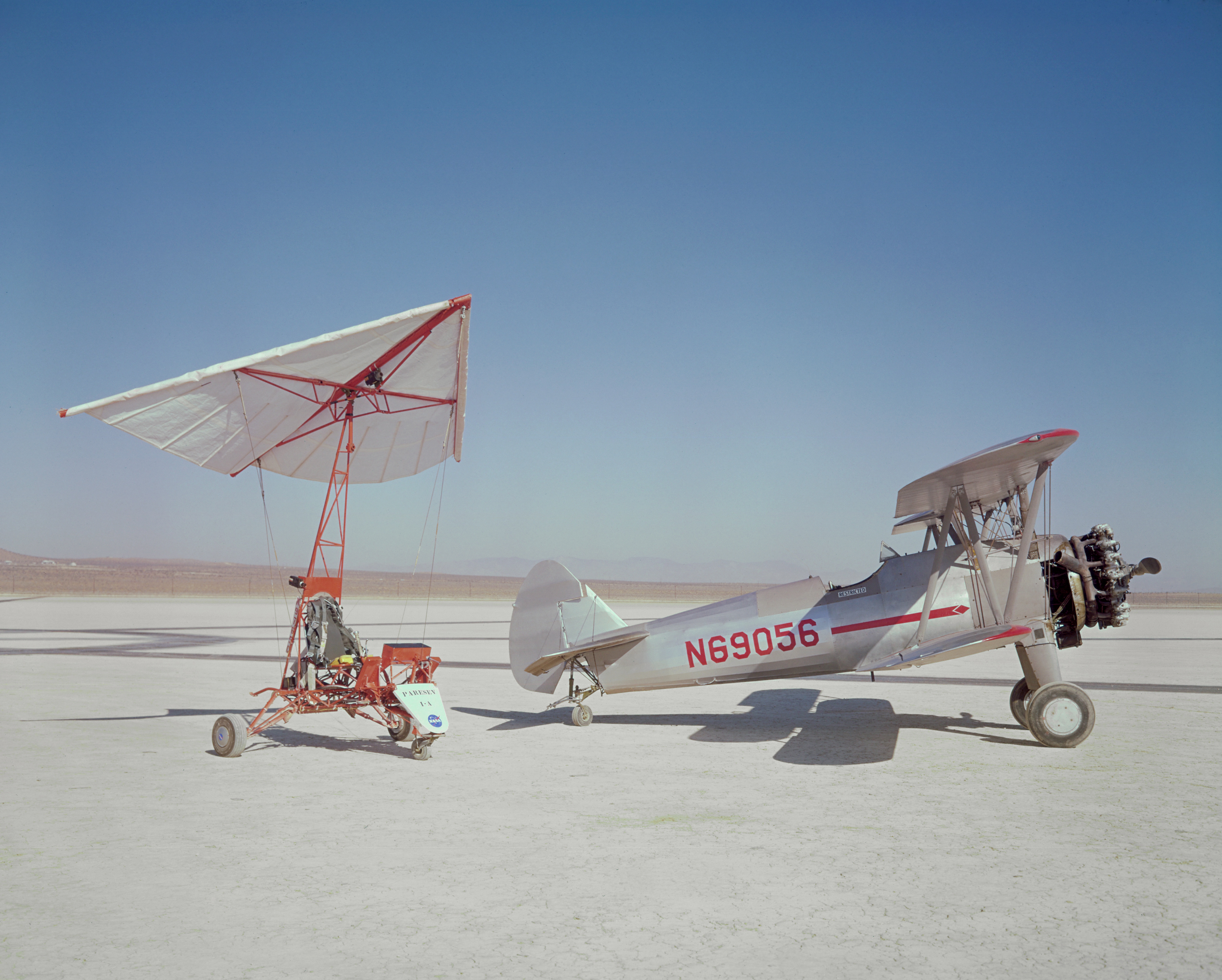
Paresev 1A, avec son avion tracteur.

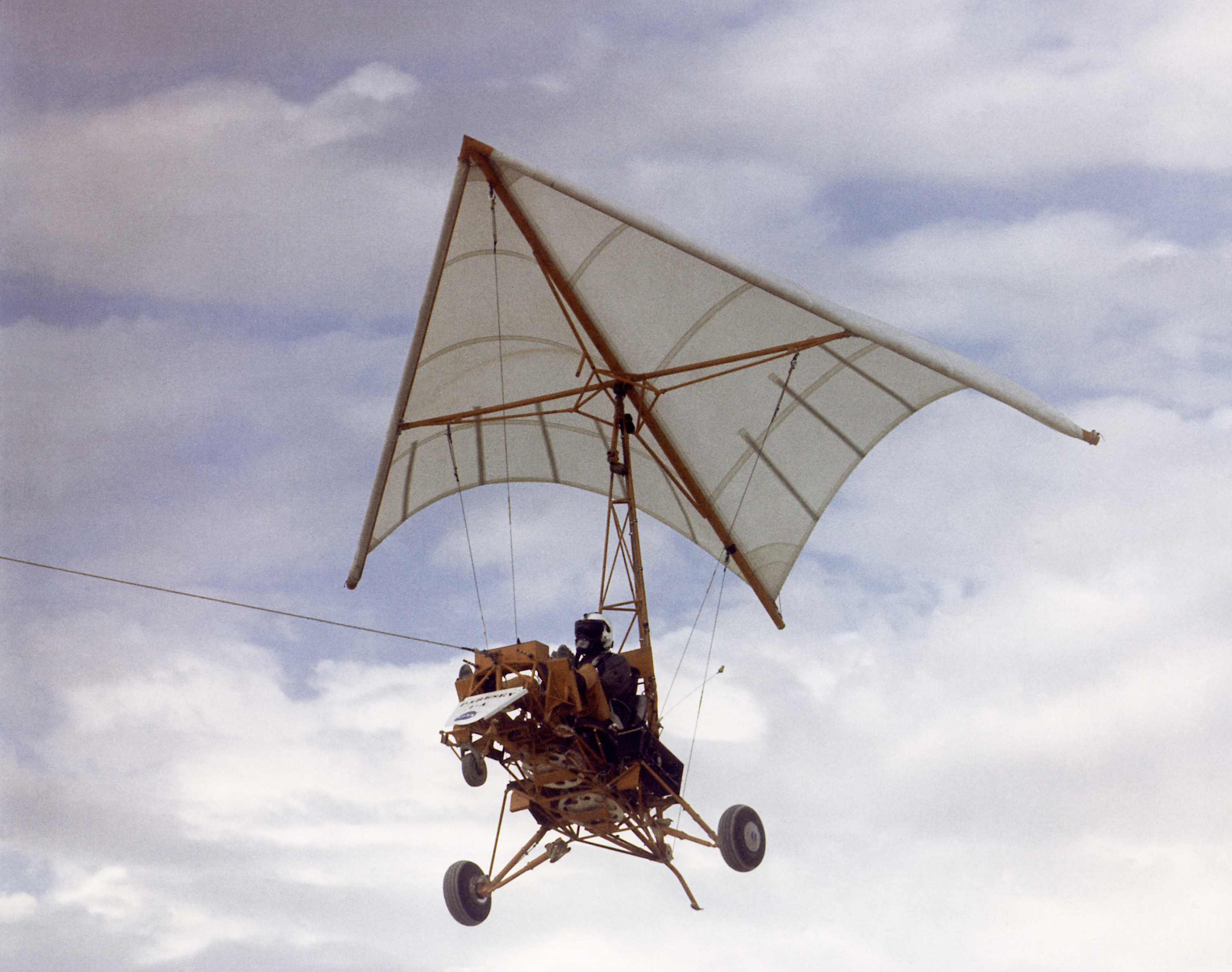
Paresev 1-B, en vol.

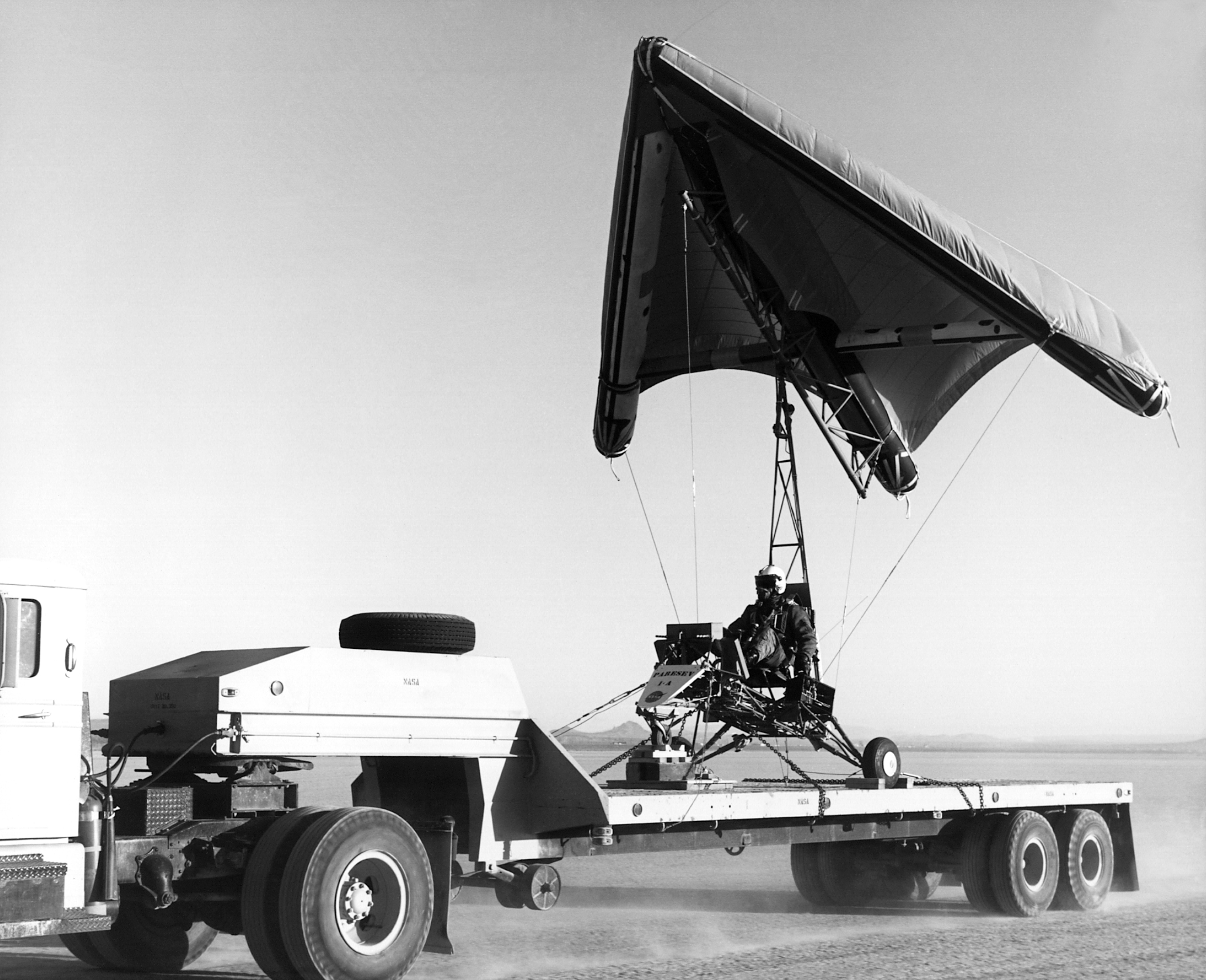
Paresev 1-C avec son aile gonflable à bord d'un camion en préparation des essais en vol